# Wereldbeker marathonschaatsen
In 2003 organiseerde de Internationale Schaatsunie (ISU) een wereldbekerwedstrijd voor marathonschaatsers over een 10 kilometer lang parcours met massastart, in 2006 en 2009 gevolgd door wederom zo'n wereldbekerwedstrijd. In 2007 werd door de KNSB de eerste meerdaagse wereldbekercyclus voor marathonschaatsers georganiseerd; er waren voor zowel de mannen als de vrouwen 3 wereldbekerwedstrijden. Deze wereldbeker was de voorloper van de World Grand Prix. De wedstrijden werden op buitenlands natuurijs verreden.

## Winnaars eendaagse wereldbeker
- 2003:  KC Boutiette
- 2006:  Pascal Briand
- 2009:  Arjan Stroetinga

## Winnaars wereldbekerwedstrijden 2007

### Mannen
- WB 1 in Borlange (Zweden):  Tristan Loy
- WB 2 in Borlange (Zweden):  Erik Hulzebosch
- WB 3 op de Weissensee (Oostenrijk):  Jens Zwitser

### Vrouwen
- WB 1 in Borlange (Zweden):  Daniëlle Bekkering
- WB 2 in Borlange (Zweden):  Daniëlle Bekkering
- WB 3 op de Weissensee (Oostenrijk):  Maria Sterk

## Eindklassement wereldbeker 2007

### Mannen
1. Tristan Loy 54,1
2. Casper Helling 52
3. Jens Zwitser 51,1

### Vrouwen
1. Daniëlle Bekkering 64,2
2. Lieke Splinter 61
3. Kitty Meeth 60